# Zu Ding
Zu Ding (xinès: 祖丁) va ser un Rei de la Xina a principis de la Dinastia Shang (商朝). El seu nom abans de regnar va ser Zi Xin (xinès: 子新).
En els Registres del Gran Historiador, Sima Qian va enumerar com el setze rei Shang, succeint al seu oncle Wo Jia (沃甲). Va ser entronitzat l'any de Dingwei (丁未) amb Bi (庇) com a capital. Va governar uns 32 anys abans de la seva mort. Se li va donar el nom pòstum Zu Ding i el va succeir el seu cosí Nan Geng (南庚).
El Projecte de cronologia Xia Shang Zhou, una àmplia investigació acadèmica xinesa, va publicar resultats l'any 2000 situant a Zu Ding com a contemporani del faraó egipci Akhenaton el regnat d'aquest últim va començar més tard que el de Zu Ding, però tots dos van acabar a mitjans de la dècada de 1330 e.c.